# Erik Hagström
Erik Hagström, född 2 december 1760 i Stora Tuna socken i Dalarna, död 15 december 1827 i Avesta, var en svensk mekaniker.

## Biografi
Erik Hagström var son till bruksdisponenten Erik Hagström vid Silvberget och Maria Magdalena Gustrin, dotter till kyrkoherden Erik Gustrin i Västra Skedvi socken. Sedan fadern fick ny anställning och familjen skulle flytta, övertog morfadern uppfostran av Erik Hagström. Morfadern avled 1770 varefter Hagström fick gå i skola i Falun och gymnasiet i Västerås. 
Han inskrevs vid Uppsala universitet år 1782, och varvade studierna med arbete som bokhållare på Voxna bruk. Han visade under studietiden särskilda anlag för bergsmekaniken, bland annat genom att i Voxna konstruera en maskin, driven av vattenkraft, för svarvning och polering av sten. År 1787 antogs han därför, utan föregående examen, till auskultant i Bergskollegium och till e.o. kanslist i kungliga Kontrollverket. Då på greve Nils Adam Bielkes initiativ ett bolag bildats för anläggandet av ett porfyrverk i Älvdalen i Dalarna, fick Hagström 1788 i uppdrag att anlägga och förvalta detta. Trots stora svårigheter lyckades han utföra detta, så att anläggningen 1802 var i full gång och sysselsatte omkring 50 (enligt en källa 150) personer som arbetade med bearbetning av Älvdalsporfyr. Bland de första arbeten som beställdes var gravvården till Carl von Linné i Uppsala domkyrka.
Hagström tilldelades 1793 geschworners namn, heder och värdighet och blev sju år senare ledamot av Vetenskapsakademien. År 1811 antogs han till undermekanikus blev 1815 till övermekanikus med överdirektörs titel vid Göta kanalbyggnad, där han bl.a. uppförde kajbyggnader, av vilka särskilt den vid Sjötorp i Västergötland ansågs vara ett mästerstycke. Hagström utarbetade generalplanen över Göta kanal.
År 1820 kallades han av Kopparbergs bergslag till styresman över Avesta bruk och uppgjorde 1823 plan för Gråda kanal i Dalarna, över vilken kanalbyggnad han sedan hade överinseende. Hans sista offentliga uppdrag var ett regeringens förordnande att tillsammans med majorerna Edström och Hällström 1824 verkställa en undersökning om sättet för och följderna av en upprensning av Kvicksund i Mälaren. Han var så gott som autodidakt, men jämbördig med sin samtids bästa mekaniker.
Hagströms hustru Catharina Elisabeth Munktell var dotter till en bergsfogde. De fick fem barn, men endast ett som överlevde föräldrarna, Christina Elisabeth Hagström.